# Giróscopo de fibra óptica

La interferencia en un interferómetro Sagnac es proporcional al área encerrada. Una bobina de fibra óptica multiplica el área efectiva por el número de devanados.

El giróscopo de fibra óptica es un dispositivo capaz de detectar rotaciones mecánicas mediante la interferencia de haces de luz. El sensor consiste en una bobina en la que se enrolla un cable de fibra óptica de unos 5000 metros de longitud. Dos rayos de luz viajan a través de la fibra en direcciones opuestas. Debido al efecto Sagnac, el rayo que viaja en sentido contrario a la rotación experimenta un camino más corto que el otro. El desplazamiento de fase resultante genera una pauta de interferencias que permiten conocer la velocidad de rotación según la intensidad del rayo resultante.
Este giroscopio (conocido también por sus siglas en inglés FOG) aporta información extremadamente precisa de la rotación a la que está sometido. A diferencia del giroscopio tradicional, este no tiene partes móviles, ni resistencia al movimiento. Este dispositivo se usa en tareas de vigilancia y estabilización en la navegación.

## Fabricantes
- Northrop Grumman
- Honeywell
- Athena Technologies
- iXSea., France
- iMAR Navigation GmbH, Germany
- Fibersense Inc., USA
- TAMAM LTD, Israel
- KVH, USA